# Xenops rutilans
Xenops rutilans là một loài chim trong họ Furnariidae.